# گوندنبرت
گوندنبرت (به آلمانی: Gondenbrett) یک شهر در آلمان است که در بیتبورگ-پروم واقع شده‌است.